# Violencia sectaria en Irak (2006-2008)
Hacia febrero de 2006 las tensiones sectarias en Irak estallaron con el bombardeo del Santuario Al-Askari (uno de los lugares más sagrados del Islam chiita) por parte de la organización suní Al-Qaeda en Irak. Esto desencadenó una ola de represalias de militantes chiitas contra civiles suníes, seguidos de contraataques suníes contra civiles chiitas, comenzando así una guerra civil a gran escala entre el gobierno iraquí junto con las fuerzas de la coalición lideradas por Estados Unidos y varios grupos armados sectarios, principalmente Al Qaeda en Irak y el Ejército Mahdi, que duró hasta 2008.
En 2006, el secretario general de las Naciones Unidas declaró que si los patrones de discordia y violencia continuaban prevaleciendo, el Estado iraquí estaba en peligro de desmoronarse. En un discurso dirigido al pueblo estadounidense el 10 de enero de 2007, el presidente George W. Bush declaró que "el 80% de la violencia sectaria en Irak ocurre en un radio 30 millas (48,3 km) de la capital. Esta violencia está dividiendo a Bagdad en enclaves sectarios y debilita la confianza de todos los iraquíes". El conflicto se intensificó durante los siguientes meses hasta que a fines de 2007, la Estimación de Inteligencia Nacional describió el conflicto como si tuviera elementos de una guerra civil . En 2008, durante el despertar sunita y el aumento de tropas estadounidenses, la violencia disminuyó drásticamente. Sin embargo, una insurgencia de Al-Qaeda en Irak continuó plagando Irak luego de la retirada de Estados Unidos del país a fines de 2011. En junio de 2014, el Estado Islámico de Irak y el Levante, el sucesor de Al-Qaeda en Irak, lanzó una gran ofensiva militar en Irak y declaró un autoproclamado califato islámico mundial, lo que condujo a una guerra a gran escala principalmente entre Irak e ISIL de 2013 a 2017 en el que Irak declaró la victoria total contra el grupo terrorista.
En octubre de 2006, la Oficina del Alto Comisionado de las Naciones Unidas para los Refugiados (ACNUR) y el gobierno iraquí calcularon que más de 370.000 iraquíes habían sido desplazados desde el bombardeo de la mezquita al-Askari en 2006, lo que elevó el número total de refugiados iraquíes a más de 1,6 millones. Para 2008, ACNUR elevó la estimación de refugiados a un total de alrededor de 4,7 millones (~16% de la población). El número de refugiados estimado en el exterior fue de 2 millones (un número cercano a las proyecciones de la CIA) y el número de desplazados internos fue de 2,7 millones. La Cruz Roja declaró en 2008 que la situación humanitaria de Irak se encontraba entre las más críticas del mundo, con millones de iraquíes obligados a depender de fuentes de agua insuficientes y de mala calidad.
Según el Índice de Estados fallidos, producido por la revista Foreign Policy y el Fondo para la Paz, Irak fue uno de los 5 principales estados inestables del mundo entre 2005 y 2008. Una encuesta de los principales expertos en política exterior de EE. UU. realizada en 2007 mostró que durante los próximos 10 años, solo el 3% de los expertos creía que EE. UU. sería capaz de reconstruir Irak en un "faro de la democracia" y el 58% de los expertos creía que los Las tensiones aumentarían dramáticamente en el Medio Oriente. Dos encuestas de estadounidenses realizadas en 2006 encontraron que entre el 65% y el 85% creía que Irak estaba en una guerra civil; sin embargo, una encuesta similar de iraquíes realizada en 2007 encontró que el 61% no creía que estuvieran en una guerra civil.

## Participantes
Una multitud de grupos formaron la insurgencia iraquí, que surgió poco a poco como reacción a los acontecimientos locales, en particular al darse cuenta de la incapacidad de las fuerzas armadas estadounidenses para controlar Irak. A partir de 2005, las fuerzas insurgentes se unieron en torno a varias facciones principales, incluido el Ejército Islámico en Irak y Jamaat Ansar al-Sunna. Se utilizó justificación religiosa para sustentar la actuación política de estos grupos, así como una marcada adhesión al salafismo, tildando de no creyentes a los contrarios a la yihad . Este enfoque desempeñó un papel en el aumento de la violencia sectaria. El ejército estadounidense también creía que entre el 5 y el 10 % de las fuerzas insurgentes eran árabes no iraquíes.
AQI y los grupos asociados con él se convirtieron constantemente en una fuerza de ocupación extranjera brutal y derrochadora, enfrentándose a combatientes extranjeros yemeníes, saudíes, marroquíes, palestinos, sirios y libaneses. Las milicias chiitas independientes se identificaron en torno a la ideología sectaria y poseían varios niveles de influencia y poder. Algunas milicias se fundaron en el exilio y regresaron a Irak solo después del derrocamiento de Sadam Huseín, como la Organización Badr. Se crearon otros desde el colapso del estado, el más grande y uniforme de los cuales fue el Ejército Mahdi establecido por Muqtada al-Sadr y se cree que tiene alrededor de 50,000 combatientes.

## Conflicto y tácticas

### Objetivos no militares
Los ataques contra objetivos civiles y no militares comenzaron en agosto de 2003 como un intento de sembrar el caos y la discordia sectaria. Las bajas iraquíes aumentaron durante los siguientes años.
A fines de 2008, cuando la guerra civil había terminado, había evidencia de una disminución en las bajas civiles y también en las bajas etnosectarias. El comandante general de la Fuerza Multinacional-Irak (MNF-I), Raymond Odierno, testificó ante el Comité de Servicios Armados de la Cámara en septiembre de 2009 que los ataques generales habían disminuido un 85% en los últimos dos años: de 4064 en agosto de 2007 a 594 en agosto de 2009, con 563 ataques en septiembre (a 28 de septiembre).

### Ataques con bombas y morteros
Por ejemplo, los atentados con bomba del 23 de noviembre de 2006 mataron al menos a 215 personas e hirieron a cientos más en el distrito de Ciudad Sadr de Bagdad, lo que provocó ataques de represalia, y el atentado con bomba en el mercado de Bagdad el 3 de febrero de 2007 mató al menos a 135 personas e hirió a más de 300. Los atentados coordinados del 2 de marzo de 2004 en Irak Ashura (incluidos coches bomba, terroristas suicidas y ataques con morteros, granadas y cohetes ) mataron al menos a 178 personas e hirieron al menos a 500.

### Atentados suicidas
Desde agosto de 2003, los militantes sunitas, principalmente extremistas de al-Qaeda, utilizan cada vez más los coches bomba suicidas como armas. Los coches bomba, conocidos en el ejército como artefactos explosivos improvisados transportados por vehículos (VBIED, por sus siglas en inglés), surgieron como una de las armas más efectivas de los militantes, dirigidos no solo contra objetivos civiles sino también contra estaciones de policía iraquíes y centros de reclutamiento.
Estos IED de vehículos a menudo eran conducidos por extremistas de países musulmanes extranjeros con un historial de militancia, como Arabia Saudita, Argelia, Egipto y Pakistán. Los atentados suicidas múltiples tenían aproximadamente la misma distribución de objetivos que las explosiones individuales: alrededor de las tres cuartas partes de las explosiones individuales y múltiples se enviaron contra objetivos iraquíes.

### Escuadrones de la muerte
Los asesinatos al estilo de los escuadrones de la muerte en Irak se llevaron a cabo de diversas formas. El secuestro, seguido de torturas a menudo extremas (como perforar agujeros en los pies de las personas con taladros ) y asesinatos al estilo ejecución, a veces públicos (en algunos casos, decapitaciones ), surgieron como otra táctica. En algunos casos, se distribuyeron cintas de la ejecución con fines propagandísticos. Los cuerpos solían arrojarse al borde de la carretera o en otros lugares, varios a la vez. También hubo varias masacres de escala relativamente grande, como la masacre de Hay al Jihad en la que unos 40 sunitas murieron en respuesta al atentado con coche bomba que mató a una docena de chiitas.
Los escuadrones de la muerte a menudo eran chiitas descontentos, incluidos miembros de las fuerzas de seguridad, que mataron a sunitas para vengar las consecuencias de la insurgencia contra el gobierno dominado por los chiitas.
Las denuncias sobre la existencia de los escuadrones de la muerte, integrados por chiitas, y su papel en las ejecuciones de sunitas, comenzaron a promulgarse cuando Bayan Jabr asumió el Ministerio del Interior, aunque no había pruebas exactas. Además de eso, la Brigada Badr, un ala militar del Consejo Supremo proiraní de la Revolución Islámica en Irak, fue acusada de estar detrás de los asesinatos.
Los datos del proyecto Iraq Body Count muestran que el 33% de las muertes de civiles durante la guerra de Irak se debieron a ejecuciones después de un secuestro o captura. Estos fueron llevados a cabo en su abrumadora mayoría por actores desconocidos, incluidos insurgentes, milicias sectarias y delincuentes. Tales asesinatos ocurrieron con mucha más frecuencia durante el período de violencia sectaria de 2006-2007.

### Ataques a lugares de culto
El 22 de febrero de 2006, se produjo una explosión altamente provocativa en la mezquita al-Askari en la ciudad iraquí de Samarra, uno de los lugares más sagrados del Islam chiita, que se cree que fue causada por una bomba colocada por al-Qaeda en Irak. Con el objetivo estratégico explícito de desencadenar una 'guerra sectaria', Al-Zarqaui esperaba que a través de un conflicto sectario de este tipo pudiera reunir a los sunitas de Irak detrás de una causa común contra el gobierno dominado por los chiitas en Bagdad y la ocupación estadounidense.
Aunque no hubo heridos en la explosión, la mezquita resultó gravemente dañada y el bombardeo provocó violencia durante los días siguientes. Al día siguiente se encontraron más de 100 cadáveres con agujeros de bala y se cree que al menos 165 personas murieron. Después de este ataque, el ejército estadounidense calculó que la tasa promedio de homicidios en Bagdad se triplicó de 11 a 33 muertes por día.
Docenas de mezquitas iraquíes fueron posteriormente atacadas o tomadas por las fuerzas sectarias. Por ejemplo, el 25 de marzo de 2007 se quemó una mezquita sunita en la ciudad de Haswa, en el sur de Irak, en venganza por la destrucción de una mezquita chií en la ciudad el día anterior. En varios casos, las iglesias cristianas también fueron atacadas por los extremistas. Más tarde, en junio de 2007 se produjo otro atentado con bomba en al-Askari.
La minoría cristiana de Irak también se convirtió en objetivo de los sunitas de Al Qaeda debido a ideas teológicas contradictorias.

### Deserciones sectarias
Algunos miembros del servicio iraquí desertaron del ejército o la policía y otros se negaron a servir en áreas hostiles. Por ejemplo, algunos miembros de una secta se negaron a servir en barrios dominados por otras sectas. También se informó que los soldados de etnia kurda del norte de Irak, que en su mayoría eran sunitas pero no árabes, estaban desertando del ejército para evitar la guerra civil en Bagdad.

## Crecimiento en la fuga de refugiados
En 2008, ACNUR elevó la estimación de refugiados a un total de aproximadamente 4,7 millones, con 2 millones de desplazados internos y 2,7 millones de desplazados externos.  En abril de 2006, el Ministerio de Desplazamiento y Migración estimó que "casi 70.000 iraquíes desplazados, especialmente de la capital, viven en condiciones de deterioro", debido a la violencia sectaria en curso.  Se cree que aproximadamente el 40% de la clase media iraquí ha huido, dijo la ONU. La mayoría huía de la persecución sistemática y no tenía ningún deseo de regresar.  Los refugiados estaban sumidos en la pobreza, ya que generalmente se les prohibía trabajar en sus países de acogida.   Un artículo del 25 de mayo de 2007 señalaba que en los últimos siete meses sólo a 69 personas de Irak se les había concedido el estatus de refugiados en Estados Unidos . 

## La guerra civil desde las teorías de la guerra civil
Cada teoría resume e ilumina un cierto conjunto de causas que desencadenaron la guerra civil sectaria en Irak desde 2006.

### Estado débil
Irak ya era un Estado débil antes de la invasión de 2003, con múltiples problemas económicos que afectaron la capacidad del Estado iraquí. El régimen de Hussein carecía de legitimidad ya que el pueblo no lo percibía como un gobernante legítimo en el momento de la invasión estadounidense. El factor clave que evidencia la falta de capacidad del Estado iraquí es la incapacidad de brindar seguridad a sus habitantes. 

### Estado fallido
El fracaso del Estado desencadenó la guerra civil, tras la invasión del gobierno estadounidense la anarquía se hizo presente lo que desencadenó un vacío de seguridad.  El dilema sectario de seguridad fue desencadenado por el vacío de seguridad causado por el colapso del Estado y el posterior período de violencia tras el atentado a la mezquita de Al-Askari.

### Líderes pobres
Los problemas económicos y políticos socavaron al Estado iraquí, derivados de guerras anteriores en las que Irak estuvo involucrado. La base sectaria del régimen de Hussein delimitaba el conflicto que se estaba produciendo entre suníes, chiitas y kurdos, lo que hizo que un mal liderazgo hubiera incurrido en el desencadenamiento de la guerra civil.  

### Economía
La economía es un factor clave para entender el desarrollo del conflicto sectario ocurrido. Los sunitas, en comparación con otros grupos étnicos, tenían más poder adquisitivo debido a mayores preferencias laborales y salarios durante el gobierno de Hussein. Con la invasión estadounidense y la caída de Hussein, miles de suníes quedaron sin empleo, lo que los llevó a unirse a la insurgencia. El control del petróleo también fue un factor, gracias a la inexistencia de legislación sobre la dispersión de los ingresos petroleros.  

## Uso del término "guerra civil"
El uso del término "guerra civil" ha sido controvertido y varios comentaristas prefieren el término "conflicto civil". Un Estado débil, definido como aquel que carece de legitimidad, capacidad e instituciones efectivas y funcionales, es la principal causa permisiva de la guerra civil. 
Una encuesta entre más de 5.000 ciudadanos iraquíes encontró que el 27% de los residentes iraquíes encuestados estaban de acuerdo en que Irak estaba en una guerra civil, mientras que el 61% pensaba que Irak no.  Dos encuestas similares entre estadounidenses realizadas en 2006 encontraron que entre el 65% y el 85% creía que Irak estaba en una guerra civil.  
En Estados Unidos, el término se ha politizado. El vicepresidente del Senado de los Estados Unidos, Dick Durbin, se refirió a "esta guerra civil en Irak"  en una crítica al discurso del Presidente a la Nación pronunciado por George W. Bush el 10 de enero de 2007. 
Edward Wong parafraseó el 26 de noviembre de 2006 un informe de un grupo de profesores estadounidenses de la Universidad de Stanford según el cual la insurgencia en Irak equivalía a la definición clásica de guerra civil.

Un resumen no clasificado de la Estimación de Inteligencia Nacional de enero de 2007 de 90 páginas, titulado Perspectivas para la estabilidad de Irak: un camino desafiante por delante, afirma lo siguiente con respecto al uso del término "guerra civil":
La Comunidad de Inteligencia considera que el término "guerra civil" no capta adecuadamente la complejidad del conflicto en Irak, que incluye una amplia violencia chiíta contra chiíta, ataques de Al Qaeda y de insurgentes suníes contra las fuerzas de la Coalición. y violencia generalizada por motivos delictivos. No obstante, el término "guerra civil" describe con precisión elementos clave del conflicto iraquí, incluido el endurecimiento de las identidades etnosectarias, un cambio radical en el carácter de la violencia, la movilización etnosectaria y los desplazamientos de población. 
El general retirado del ejército estadounidense Barry McCaffrey emitió un informe el 26 de marzo de 2007, tras un viaje y análisis de la situación en Irak. El informe calificó la situación de "guerra civil de bajo grado".  En la página 3 del informe, escribe que:
Irak está desgarrado por una guerra civil de baja intensidad que ha empeorado hasta niveles catastróficos, con hasta 3.000 ciudadanos asesinados al mes. La población está desesperada. La vida en muchas de las zonas urbanas es ahora desesperada. Un puñado de combatientes extranjeros (más de 500) y un par de miles de agentes de Al Qaeda incitan a una lucha abierta entre facciones mediante atentados suicidas con bombas contra lugares sagrados chiítas y civiles inocentes. Se teme a la policía como una milicia chiita uniformada, responsable de miles de ejecuciones extrajudiciales.